# Gmina Liw
Die Gmina Liw ist eine Landgemeinde im Powiat Węgrowski der Woiwodschaft Masowien in Polen. Sie hat etwa 7300 Einwohner. Namensgebend ist das gleichnamige Dorf mit etwa 800 Einwohnern. Ihr Sitz ist die Kreisstadt Węgrów.

## Geographie

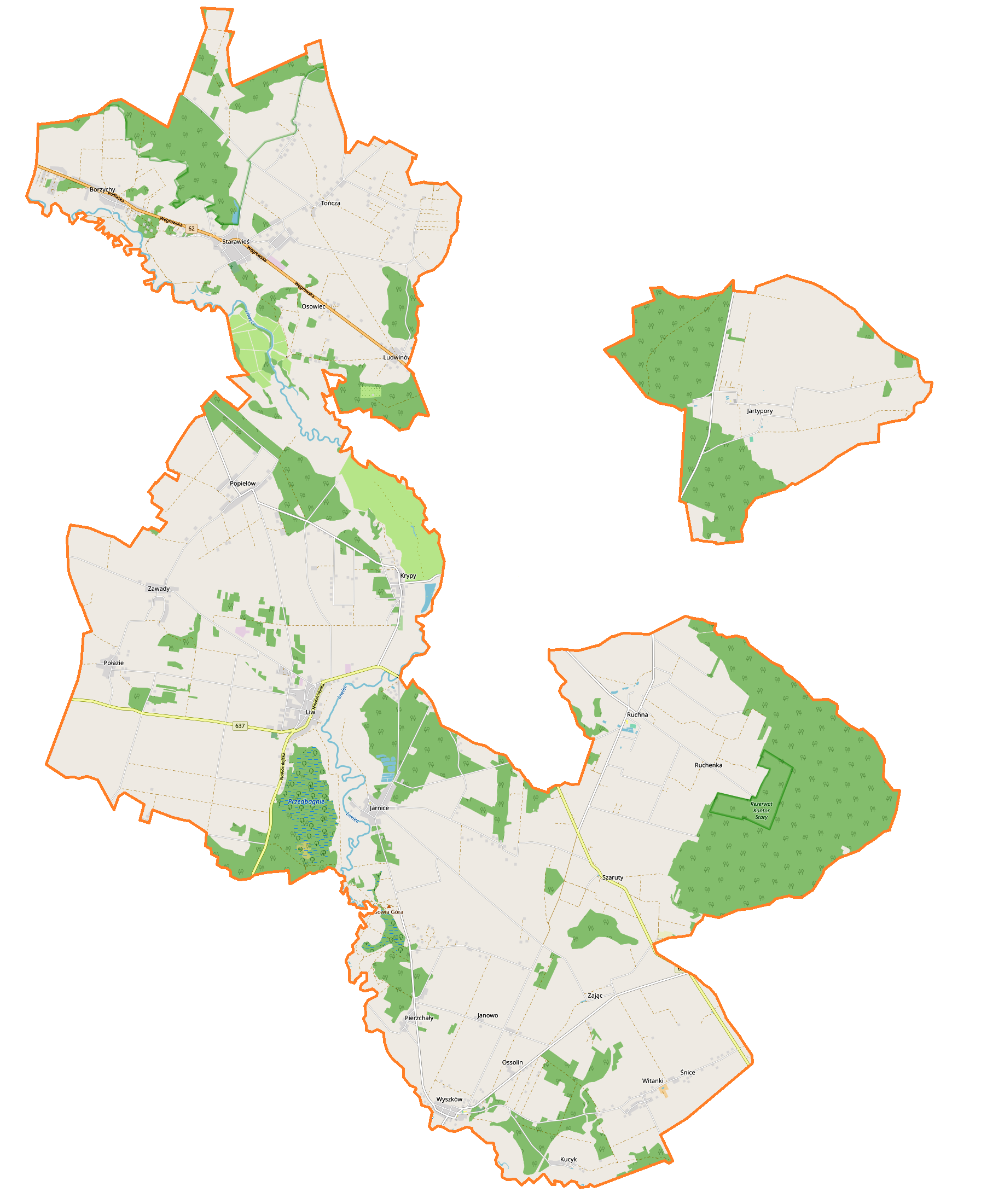
Karte der Gemeinde

Die Gemeinde liegt im Osten der Woiwodschaft, die Grenze zur Woiwodschaft Podlachien ist 25 Kilometer entfernt. Siedlce liegt 20 Kilometer südöstlich, Warschau 80 Kilometer südwestlich. Die beiden Gemeindeteile umgeben die Stadt Węgrów im Süden, Westen und Nordosten. Die weiteren Nachbargemeinden sind Stoczek im Norden, Miedzna im Nordosten, die Landgemeinde Sokołów Podlaski im Osten, Bielany und Mokobody im Südosten, Grębków im Südwesten sowie Wierzbno und Korytnica im Westen. Das Dorf Jartypory, die Siedlung Butlerów (SIMC 0677866) und das Forsthaus Mokrzec-Gajówka (SIMC 0677872) bilden die Exklave des nordöstlichen Teils der Gemeinde. Die Gemeinde hat eine Fläche von 169,6 km², von der 71 Prozent land- und 22 Prozent forstwirtschaftlich genutzt werden. Ihr Gebiet ist mit 43 Einwohnern/km² dünn besiedelt. Wichtigstes Fließgewässer ist die Liwiec, die zum Bug entwässert.

## Geschichte
In russischer Zeit wurden Liw 1870 nach dem Januaraufstand die Stadtrechte aberkannt. Die Landgemeinden Ruchna, Stara Wieś und Wyszków wurden 1954 in Gromadas aufgelöst. Zum 1. Januar 1973 wurde die Landgemeinde Liw in der Woiwodschaft Warschau aus Gromadas neu errichtet. Von 1975 bis 1998 gehörte die Gemeinde zur Woiwodschaft Siedlce. Der Powiat war in dieser Zeit aufgelöst. Die Landgemeinde kam 1999 an den Powiat Węgrowski der Woiwodschaft Masowien. Wójt ist seit den Kommunalwahlen 2024 Katarzyna Żelazowska, die Bogusław Szymański ablöste.

## Gliederung
Zur Landgemeinde (gmina wiejska) Liw gehören 22 größere Dörfer mit 23 Schulzenämtern (sołectwa), denen kleinere Orte und Wohnplätze ohne Schulzenamt zugeordnet sind. Der Hauptort hat zwei Schulzenämter:
Liw (I & II)
Borzychy
Jarnice
Jarnice-Pieńki
Jartypory
Krypy
Ludwinów
Ossolin
Pierzchały
Połazie
Popielów
Ruchna
Ruchenka
Śnice
Starawieś
Szaruty
Tończa
Tończa-Janówki
Witanki
Wyszków
Zając
Zawady
Kleinere Dörfer der Gemeinde ohne Schulzenamt sind Janowo und Kucyk, Weiler sind Miedzanka-Gajówka, Stary Kantor und Stawy.

## Bauwerke

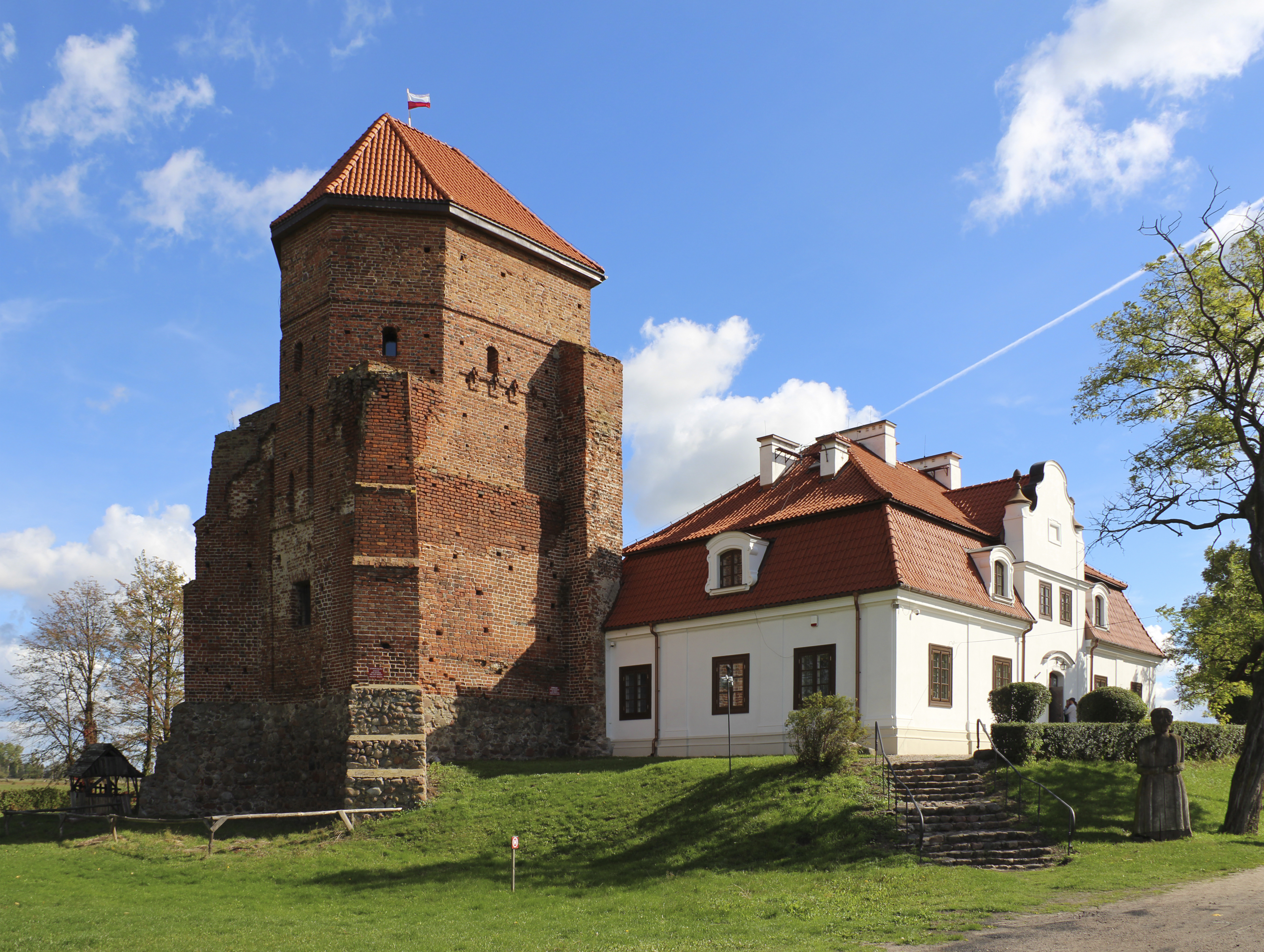
Ruine der Burg Liw, 2013

Das bedeutendste Baudenkmal der Landgemeinde ist die Ruine der Burg Liw (polnisch Zamek w Liwie).

## Verkehr
Die Landesstraße DK62 führt von Włocławek über Płock und Łochów nach Węgrów und Sokołów Podlaski. In Węgrów zweigt die Woiwodschaftsstraße DW637 ab, die über Liw und Dobre nach Warschau führt. Von dieser zweigt die Woiwodschaftsstraße DW697 nach Grębków und Marysin ab.
Nächste Bahnstation ist der Bahnhof Łochów an der Bahnstrecke Zielonka–Kuźnica Białostocka der ehemaligen Petersburg-Warschauer Eisenbahn führt von Warschau über Białystok.
Der nächste internationale Flughafen ist Warschau.